# Бальдунг, Ханс
Ханс Бальдунг (нем. Hans Baldung, прозванный Грин нем. Grien; 1480, 1484 или 1485, Швебиш-Гмюнд — 1545, Страсбург) — один из выдающихся художников так называемой верхнегерманской школы, известен как живописец, гравёр и рисовальщик. Считается самым талантливым учеником Дюрера.

## Биография
Родом из гуманистически образованной семьи юриста. Вскоре после рождения Ханса семья переехала в Страсбург. В 1503 году Бальдунг уже находится в мастерской Дюрера в Нюрнберге, где остаётся до 1507 года будучи подмастерьем великого художника, Бальдунг вместе с Кульмбахом и Шейфеленом делает самостоятельно иллюстрации, зарабатывая на жизнь. Его рисуночный автопортрет, хранящийся в Публичном художественном собрании в Базеле, красноречиво говорит о независимом и смелом нраве художника уже в юности.
Бальдунг одним из первых среди живописцев открыто примкнул к Реформации. Даже в его ранних, ещё «католических» работах часто звучат суровые морализаторские ноты.
Работал в Брейсгау, Швейцарии и Эльзасе. Поселившись с 1538 года в Страсбурге, был придворным художником при дворе епископа.
В картинах Бальдунга заметно влияние натуралистической верхнегерманской школы, но в выборе сюжета и в компоновке проявляется богатая творческая фантазия.
Самыми выдающимися из его работ считаются картины, находящиеся в Лихтентальском женском монастыре, написанные им в 1496 году, и главный алтарь Фрайбургского собора, оконченный в 1516 году; на средней части этого алтаря изображено «Венчание Девы Марии»; на боковых частях великолепно исполнено «Бегство в Египет», считающееся его лучшим произведением.
Долгое время Бальдунгу приписывалось авторство Изенгеймского алтаря, хранящегося в настоящее время в Кольмарском музее Унтерлинден; лишь позднее алтарь был переатрибутирован как произведение Маттиаса Грюневальда.